# Tribu dels Chonyi
La Tribu dels Chonyi, també referenciats com Achonyi (Una persona d'aquesta tribu també pot ser referida com un Mchonyi), és una de les tribus més petites dels Mijikenda a la costa de Kenya.

## Ubicació
Les seves poblacions poden ser trobades en els pobles de Lutsangani, Chidutani, Kolongoni, Dzitsoni, Bundacho, Ziani, Karimboni, Chasimba, Galanema, Mwele, Chigojoni, Dindiri, Junju, Katikirieni, Podzoni, Mwarakaya, Pingilikani, Vwevwesi, Mafisini, Ng'ombeni, Chizingo, Chikambala, Chengoni, Chije, Banda-ra-Salama i Mbuyuni. També es poden trobar en assentaments recents del districte de Kilifi tals com Chumani, Roka, Maweni, Vipingo, Takaungu i Mtwapa.

## Origen
Segons un mite Chonyi, la tribu Achonyi es va originar a Singwaya (o Shungwaya), situada al nord de la costa Somalí. Van ser guiats des del sud pels Oromo fins que van assolir les seves ubicacions actuals al llarg del la serralada, on van construir el seu kayas (pobles fortificats dins del bosc) dins d'un enquadrament protector.
La precisió històrica d'aquest mite és un punt de controvèrsia entre els qui creuen que el Mijikenda es van originar des d'un únic punt al nord i els qui creuen que ells no tenien només un únic origen, però van migrar principalment del sud.

## Cultura
Mentre que "kiti" significa cadira en Swahili, "Kihi" és Giriama i "Chihi" és Chonyi. Són noms similars, però llengües clarament diferentes. Com les altres tribus Mijikenda, la tribu dels Chonyi viu en poblacions conegudes com a "Kaya". El Kaya original, anomenat "Kaya Chonyi" es troba en un bosc a la part superior d'un turó. Al centre de la Kaya hi ha els santuaris on els anciants o "atumia" pregaven a Deu o "Mulungu".
La música tradicional Chonyi, coneguda com el kiringongo, utilitza el xilòfon, un instrument poc habitual en la música kenyana.

### Nomenclatura
La nomenclatura de les tribus de chonyi és simbòlica; Per exemple, MBEYU és un nom d'una noia mbeyu que significa llavors per plantar. KARISA significa un noi que és un herder molt probablement nascut quan la seva mare era al camp de pastura. NYAVULA és un nom de noia que significa una estació plujosa, nascut durant l'estació de pluges. MOKOLI és un nom de noi que significa una persona que és útil. Els noms sovint es repeteixen també a la família. Els noms dels oncles i les ties del pare esdevinien els noms dels seus nens, fet que es repetia amb la branca materna de la família.
Una vegada que els noms d'ambdues branques de la família havien estat utilitzats els pares podien escollir noms originals. Un altre fet interessant sobre els noms és que el primer nom del pare esdevenia l'últim nom de la resta de la família. Un exemple seria si un home té el nom KARISA MZUNGU, KARISA seria el cognom dels seus fills i de la seva muller. Tot i que és una tradició per anomenar la seva família d'aquesta manera, és una pràctica que a poc a poc s'està perdent.